# Kostel svatého Prokopa (Nadslav)
Kostel svatého Prokopa v Nadslavi je jednolodní gotický kostel. Kostel je obklopen hřbitovem, který je ohrazen kamennou zdí na téměř kruhovém půdorysu. Do areálu kostela také patří dřevěná zvonice doložená i v devatenáctém století u západního průčelí kostela. Od roku 1964 je chráněn jako kulturní památka.

## Historie
První historicky doložená zmínka o Nadslavi je z 10. dubna 1361, kdy se připomíná plebán, musel tu tedy stát kostel. Kostel byl vystavěn pravděpodobně kolem roku 1340 Sdessou/Zdeňkem Straníkem ze Střevače a Nadslavi.  Ves vlastnil v letech 1365-1379 snad týž Zdeněk z Nadslavi, který získal i Kopidlno, roku 1383 tam byl zmíněn jeho stejnojmenný syn. Okno v lodi i klenba mají výrazně raně gotický charakter, proti tomu kružby se sférickými motivy svědčí až o době druhé poloviny 14. století. První písemné zprávy se o podobě kostela nezmiňují, ale již tehdy se jednalo o kamennou stavbu, která se v lehce pozměněné podobě dochovala dodnes. Vybavení kostela pochází ze začátku 18. století. Při opravě kostela zhruba v polovině 19. století byl zazděn původní gotický bohatě profilovaný portál proti hlavním vratům do areálu hřbitova. Na jaře 1944 bylo zařízeno v kostele elektrické osvětlení. Sérií žárovek byl ozdoben vítězný oblouk, svíčkovými žárovkami byl opatřen hlavní oltář, osvětlen chór a prostor pod chórem. V roce 2000 se kostel dočkal nové pálené krytiny (bobrovky) a také nového oplechování sanktusníku.

## Architektura
Kostel je vystavěn na jednoduchém obdélníkovém půdoryse. Na východě je stavba zakončena pětibokým presbytářem s hlavním oltářem, zvenku podporován pěti opěráky.

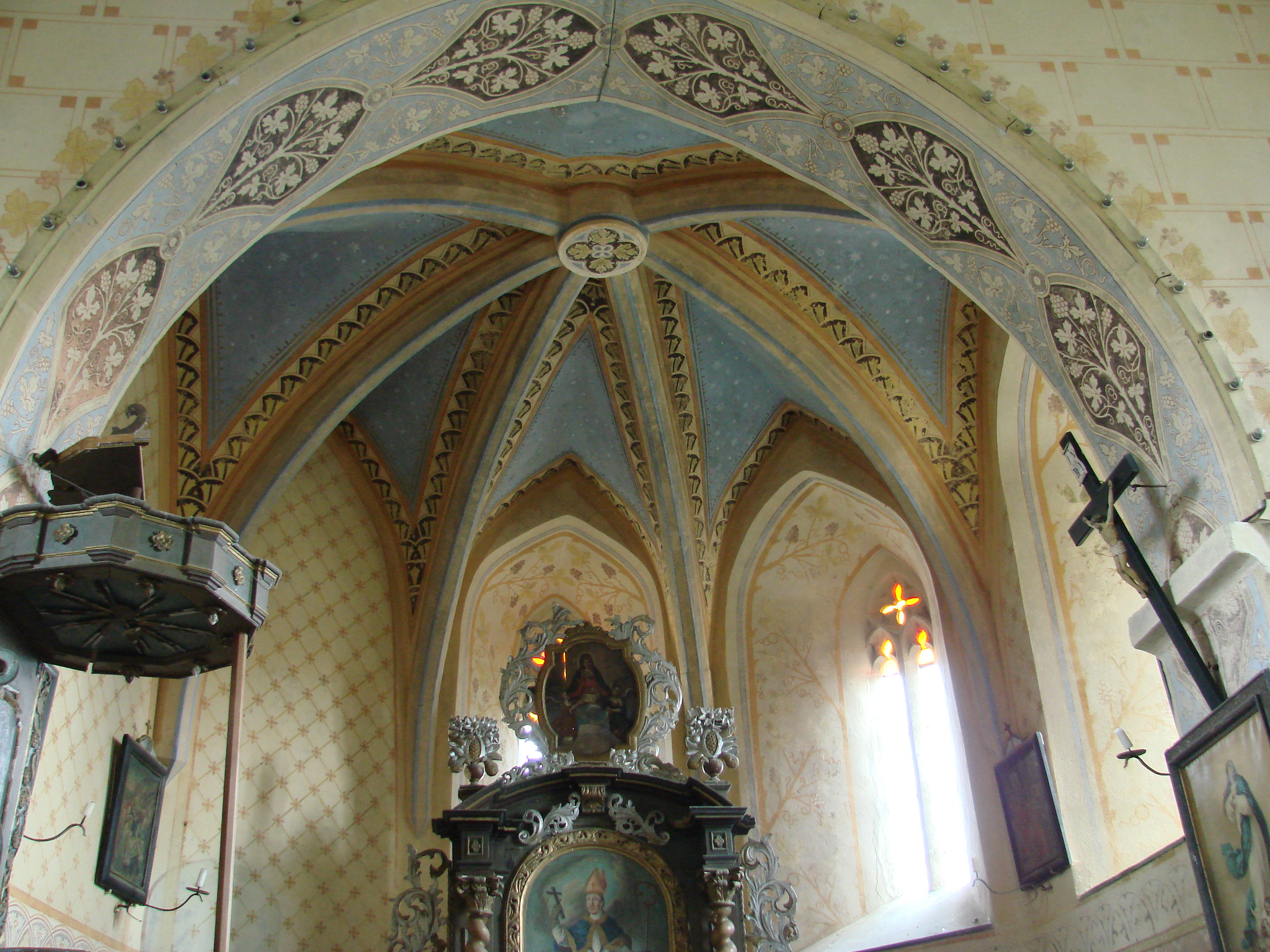
klenba v presbytáři

### Interiér
Presbytář je zaklenut paprsčitou žebrovou klenbou. Žebra mají jednoduchý tupý klínový profil, který je zakončen jehlancovými konzolami a sbíhají se ve středním neprofilovaném klenáku (svorníku). Obdélníková sakristie se nachází na severní straně kostela a je zaklenuta valenou klenbou. Do sakristie vede lomený portál, který je členěný zploštělým oblounem a hruškovcem.  Naproti hlavnímu oltáři se na západní straně nachází kruchta s varhany. Loď kostela není zaklenuta, má plochý dřevěný strop. Od presbytáře dělí hlavní loď triumfální oblouk. Masivní lomený vítězný oblouk s pateční římskou je na straně lodi okosen. Kostel je prosvětlen dvěma později proraženými okny v hlavní lodi, které dnes mají plný oblouk, a malým okénkem nad kruchtou. V presbytáři jsou tři vysoká lomená dvojdílná okna. Oblouky jsou vyplněny kamennou kružbou. Dvě mají ve vrcholu sférický čtyřúhelník s vloženým čtyřlistem se zaostřenými laloky. Ve třetím okně je pouze čtyřlist v kruhu. Vitráže oken z 15. století jsou uloženy v jičínském muzeu.

#### Vitráže
11 vitráží, které vyplňovaly původně dvě okna v chóru kostela sv. Prokopa se dnes nachází v Regionálním muzeu v Jičíně. Jsou to jedny z mála dochovaných souborů původních sklomaleb v regionu. Díky stáří a uměleckému provedení jsou velice jedinečné. Jelikož byly součástí památky, která je prohlášena kulturní památkou, jsou také památkově chráněné. Pravděpodobně pochází z doby okolo 1350 -1370. Zobrazují 6 postav světců, 6 originálnů s postavami apoštolů: Sv. Petr, sv. Pavel, sv. Jakub Větší, sv. Ondřej, sv. Juda Tadeáš, sv. Jakub Menší, sv. Matouš, neznámý evangelista; dvě spodní části zobrazují erb donátora, pánů z Nadslavi a Kopidlna, kteří měli ve znaku černobílou hlavu kozla, dvě části s klenoty k erbům; dva kvadriloby z vrcholové kružby: s Ukřižovaným, špičatý s palmetou; 4 makovice: 2 s taškami a 2 s cimbuřím.
Sklomalby jsou sestaveny z jednotlivých dílků  různobarevného skla, figury jsou malované švarclotem a ryté v černých konturách, ornament je v barevném skle. Restaurovány byly Josefem Jiřičkou st. v Praze roku 1977.

### Exteriér

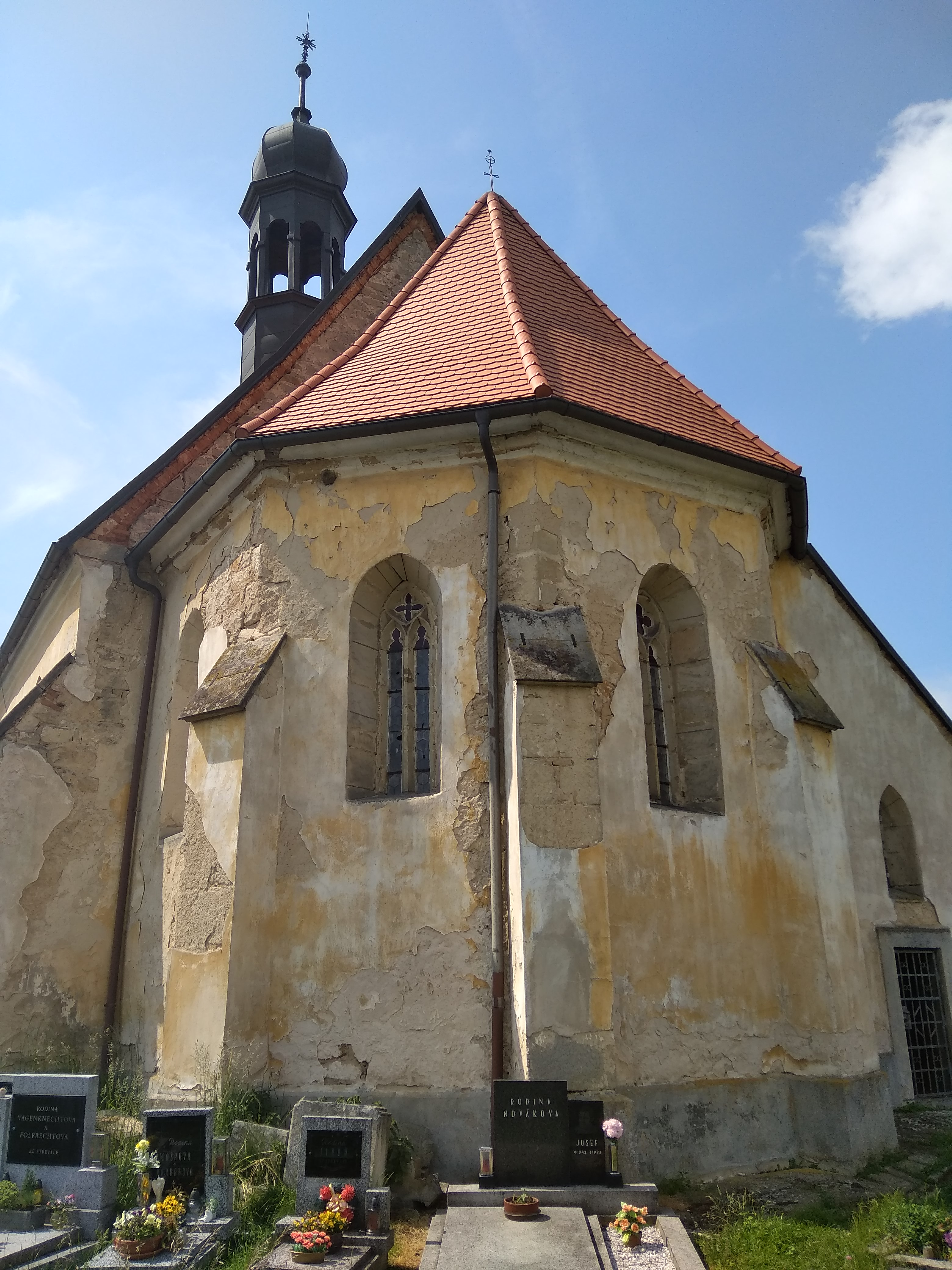
exteriér kostela

Kostel má typický vnější opěrný systém, východní závěr kostela je pětiboký s pěti nahoře zkosenými opěráky, které mají nahoře stříšku. Ze sakristie ven vede obdélníkový portál s mřížovými dveřmi kvůli větrání kostela. Nad ním je malé lomené okénko. Střecha kostela je sedlová s valbou nad sakristií a presbytářem. Na hřebeni zhruba na středu kostela se nachází barokní sanktusník s bání.  Při opravě kostela zhruba v polovině 19. století byl zazděn původní gotický bohatě profilovaný portál proti hlavním vratům do areálu hřbitova. Nový vchod byl zřízen naproti hlavnímu oltáři na západní straně.

## Zařízení
Většina zařízení kostela pochází z období kolem roku 1700, tzv. venkovského baroka. Hlavní oltář pochází z roku 1840. Dva obrazy s výjevy Krista vznikly před polovinou 18. století. Dveře z presbytáře do sakristie jsou z 15.–16. století s původním kováním. Gotické vitráže ze dvou oken v presbytáři pocházejí z 3. čtvrtiny 14. století. Díky restaurátorské činnosti v 70. letech byly doplněny o chybějící části. Zobrazují 6 apoštolů (sv. Petra, sv. Pavla, sv. Ondřeje, sv. Jakuba, sv. Judu, sv. Matouše a erby pánů z Kopidlna). V lodi se nacházejí dva obrazy Krista. Na prvním Máří Magdaléna omývá nohy Kristovi, na druhém Kristus omývající nohy apoštolům. Díky restaurátorským zásahům byla také odkryta původní gotická nástěnná výmalba.

## Zvonice

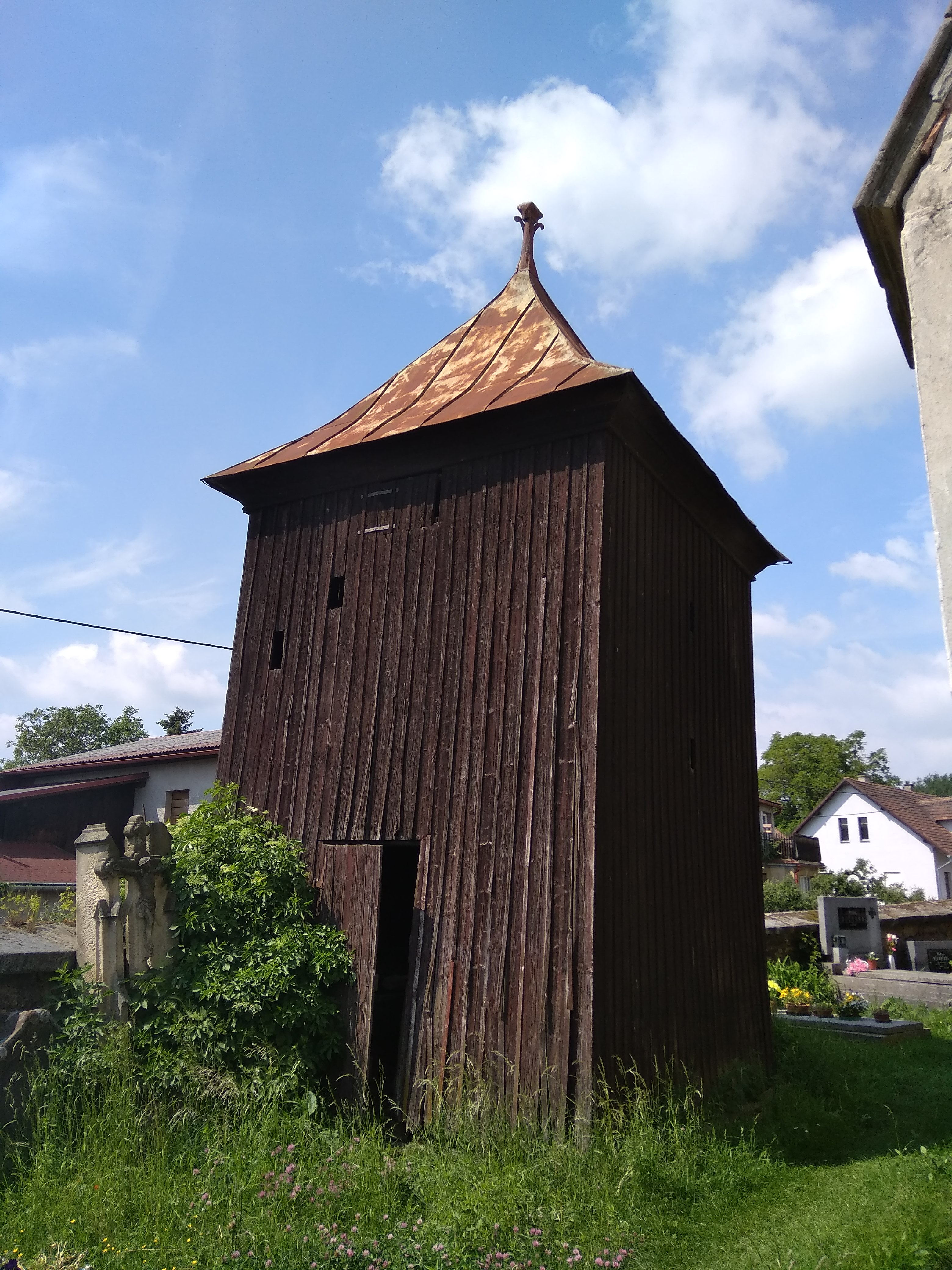
zvonice

Součástí areálu hřbitova je také dřevěná zvonice. Těsně před západním průčelím kostela, představená v ose, stojí zcela drobná, hranolová, převýšená zvonice s nízkou stanovou střechou. Konstrukcí je hranol štenýřů, který je zavětrován na způsob hrázdění. Na věnci štenýřového hranolu jsou zavěšeny drobné zvony, jelikož zvonová stolice bohužel chybí. Zvonice má v Nadslavi pravděpodobně dlouhou tradici, jelikož v ní visí zvon z roku 1494 od blíže neurčeného mistra Buriana.

## Současnost
Nyní je kostel přístupný veřejnosti po domluvě na Obecním úřadě ve Střevači. Konají se v něm dvakrát ročně mše a to v neděli po svatém Prokopu (4. července) a na sv. Štěpána (26. prosince).

## Fotogalerie

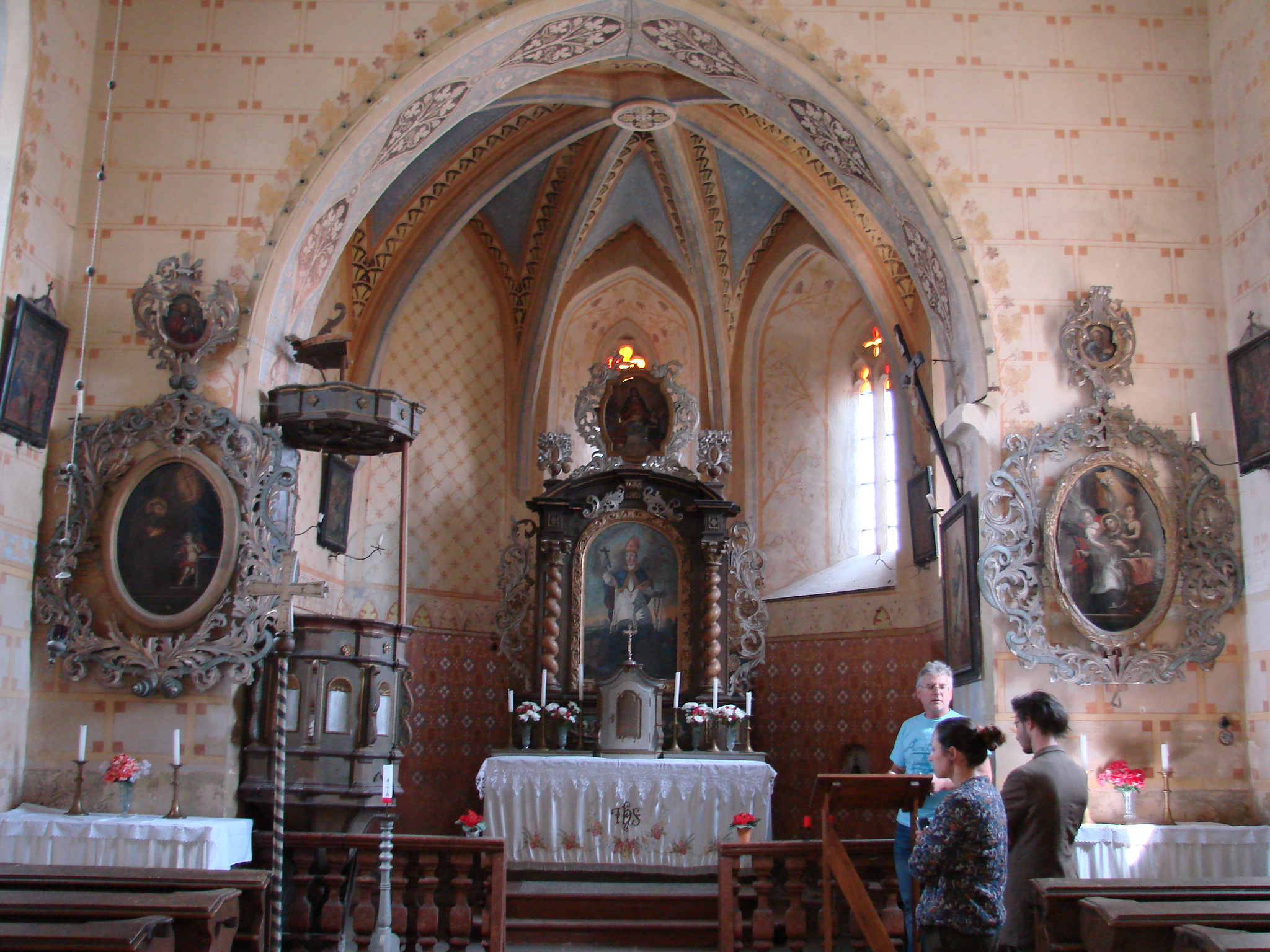
interiér kostela
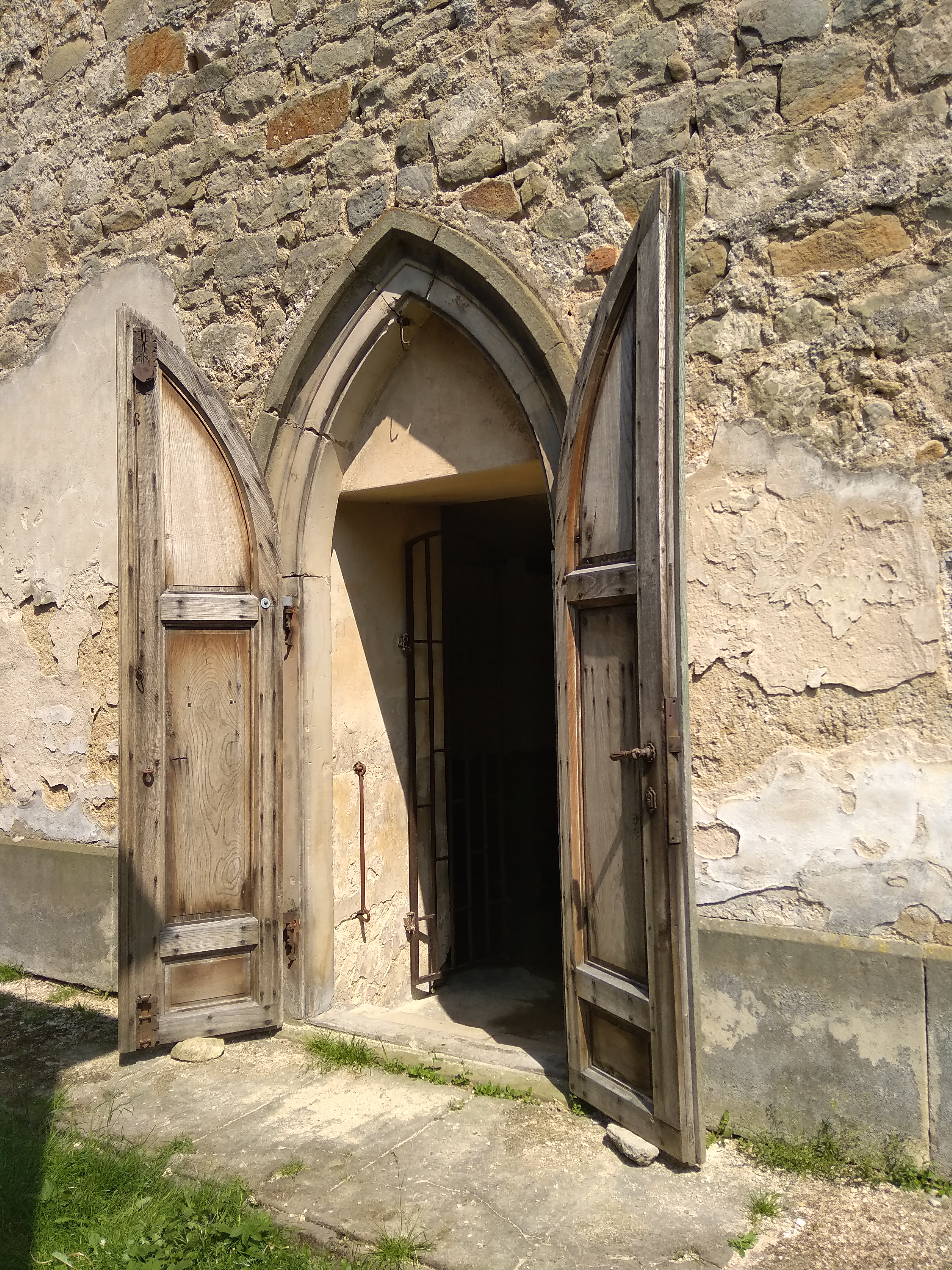
hlavní vstup - západní průčelí kostela
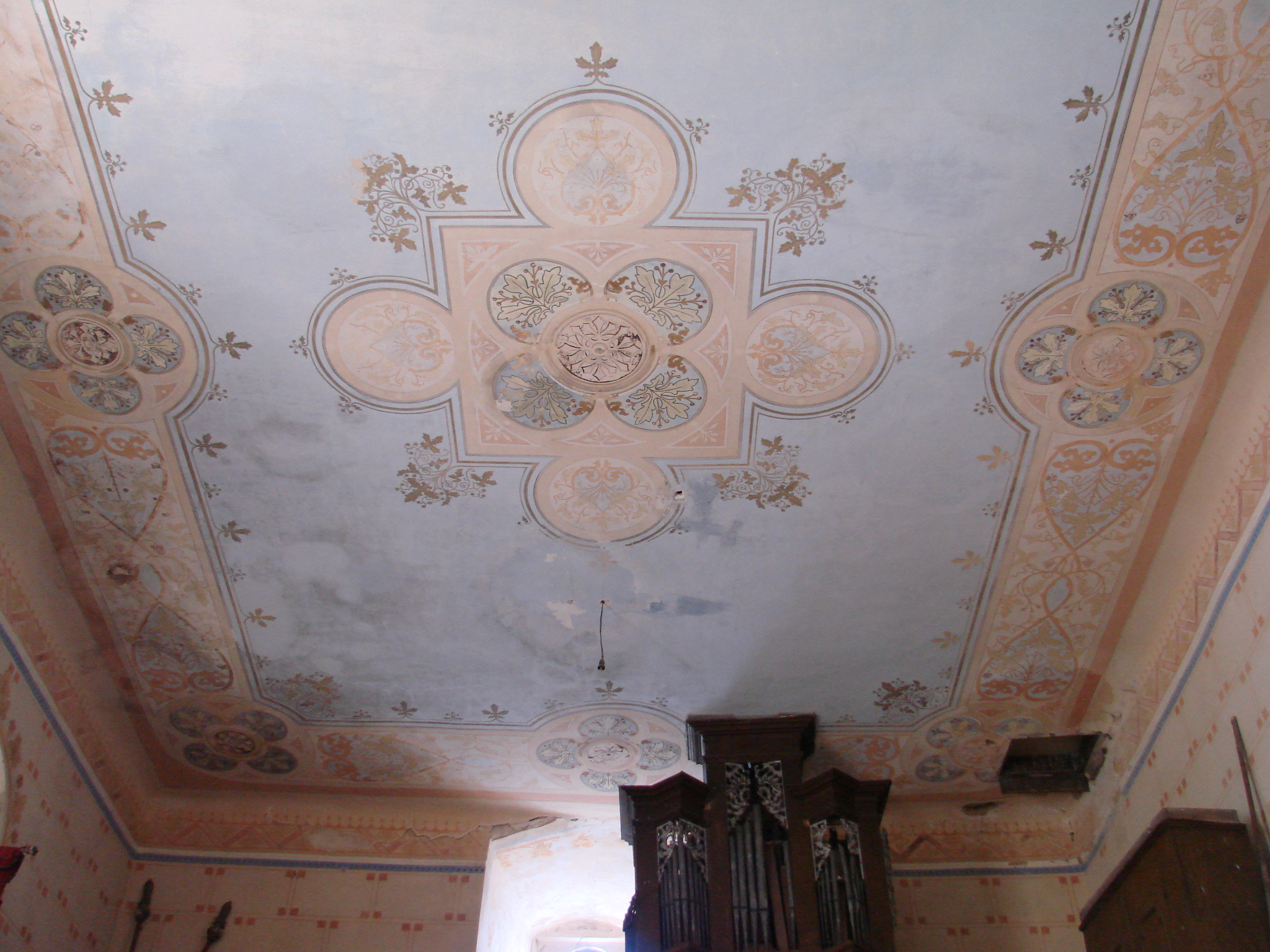
strop kostela
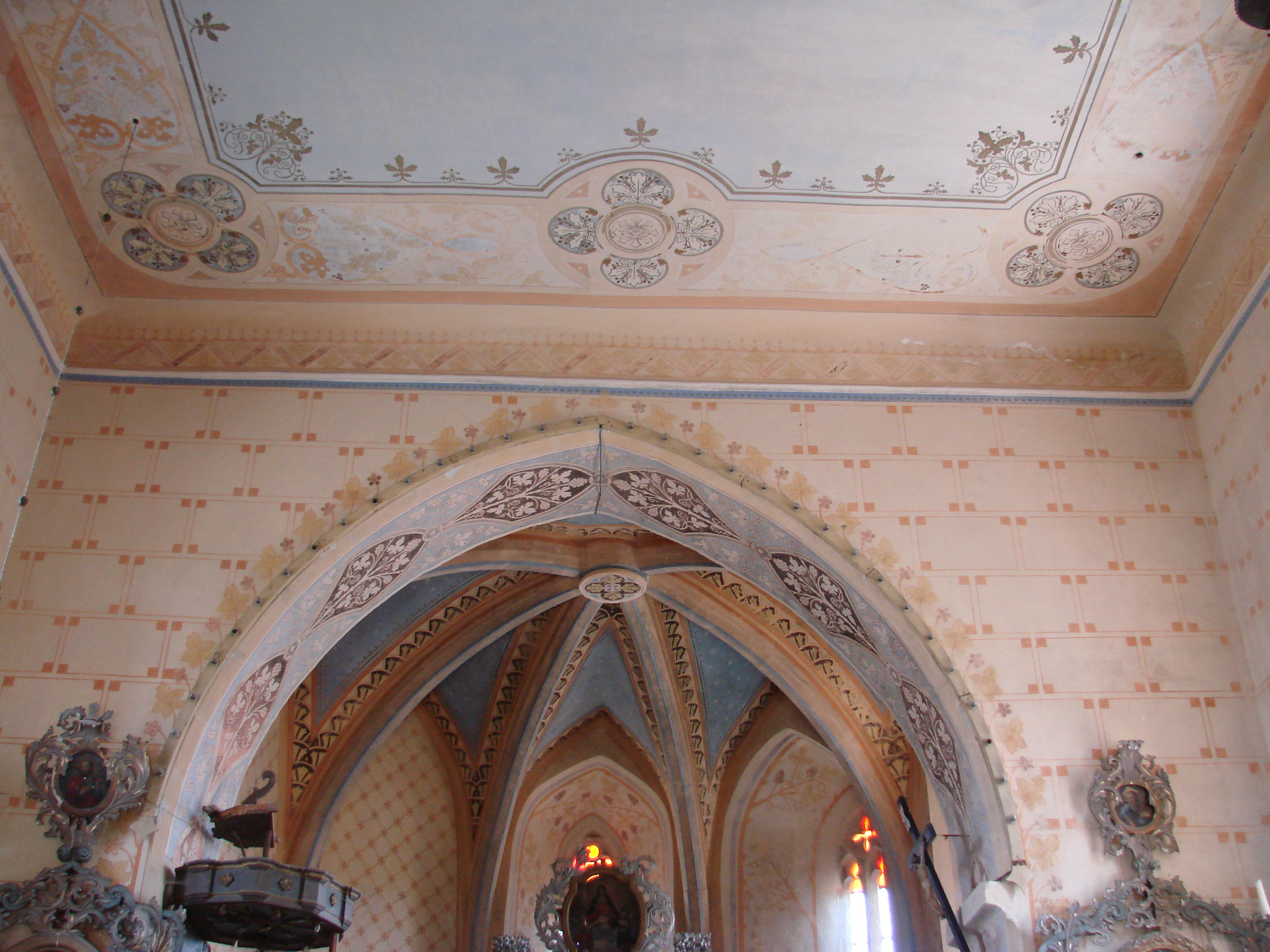
pohled na triumfální oblouk a do presbytáře kostela
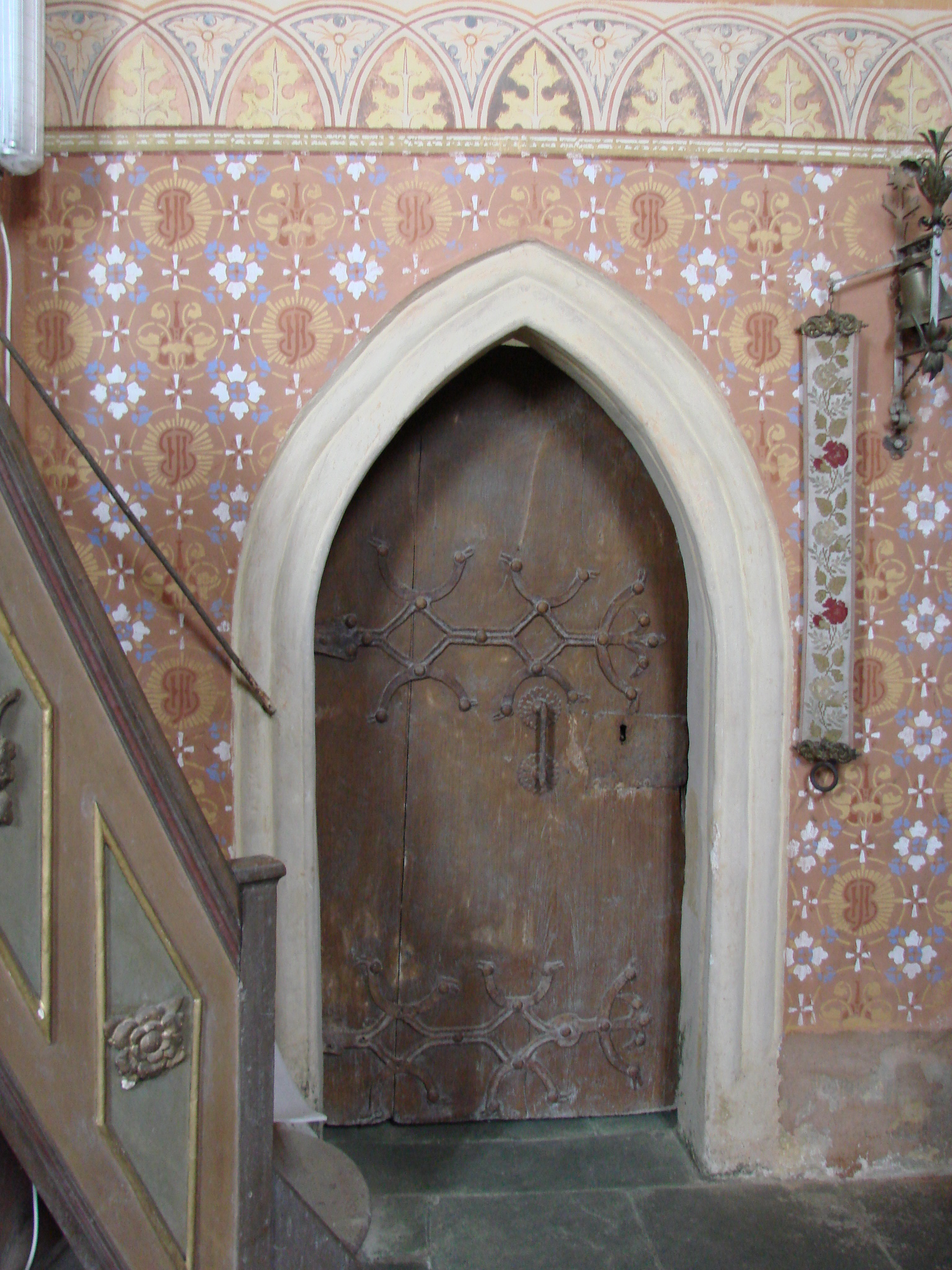
portál do sakristie
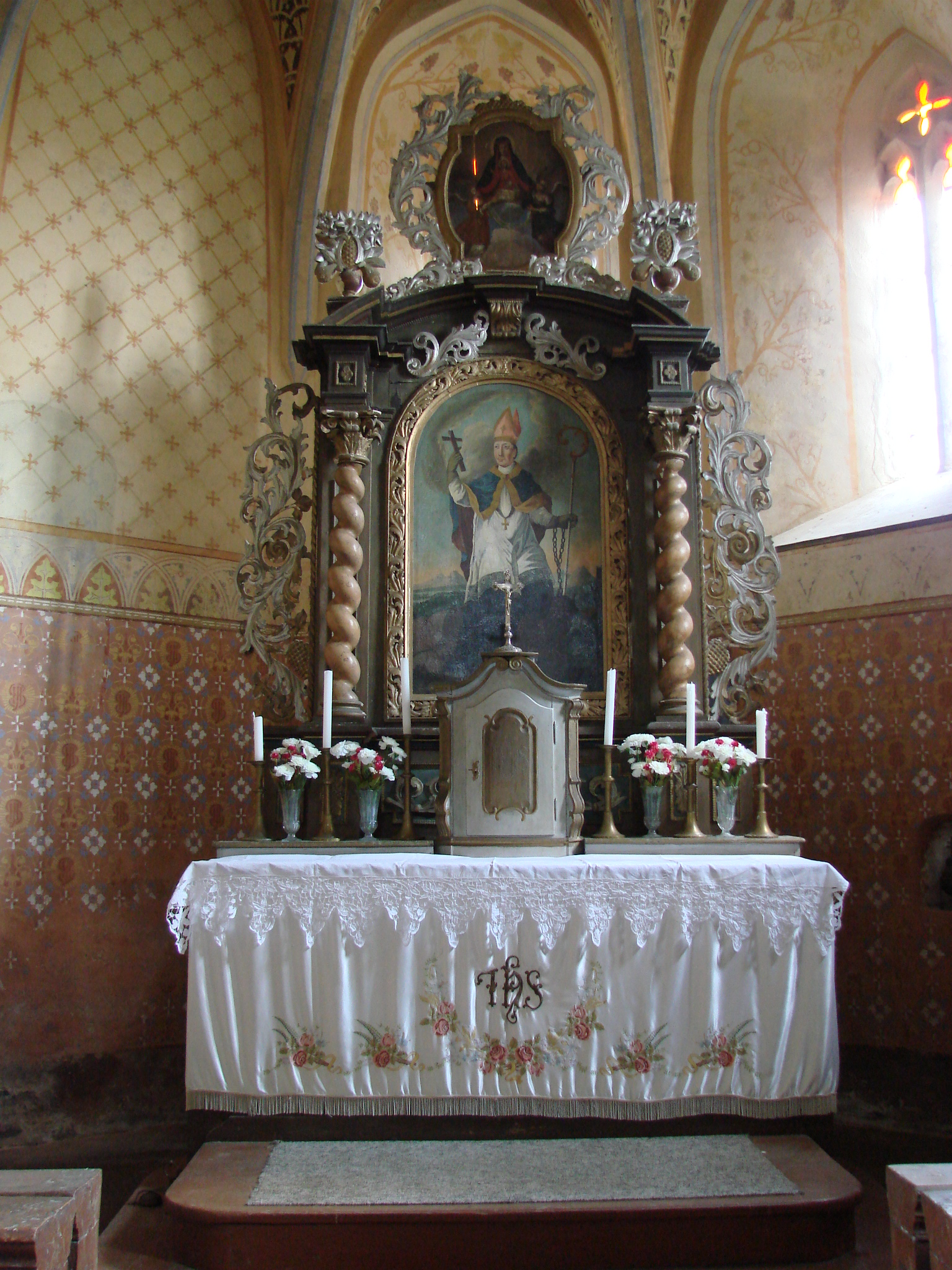
hlavní oltář kostela
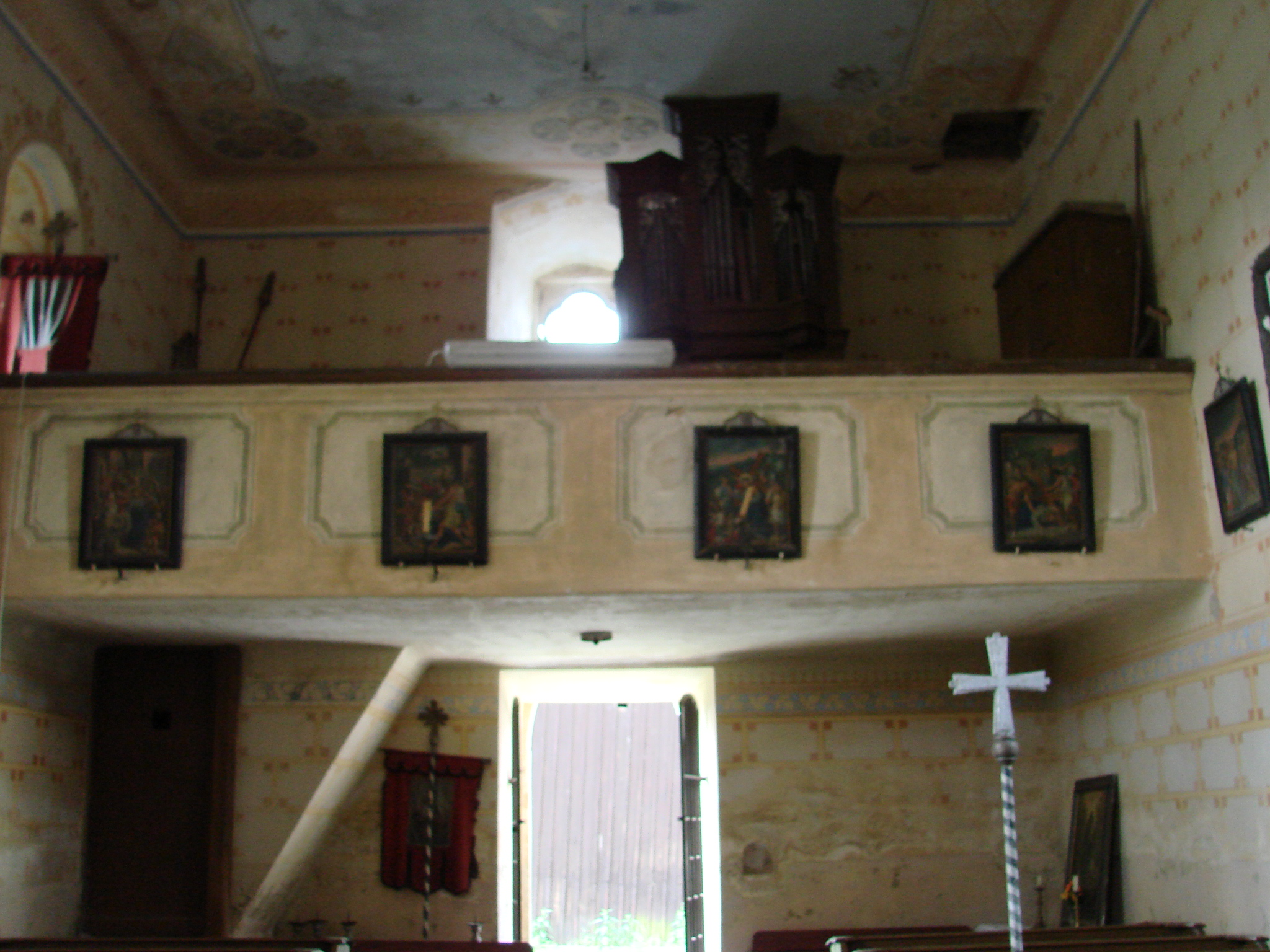
kruchta
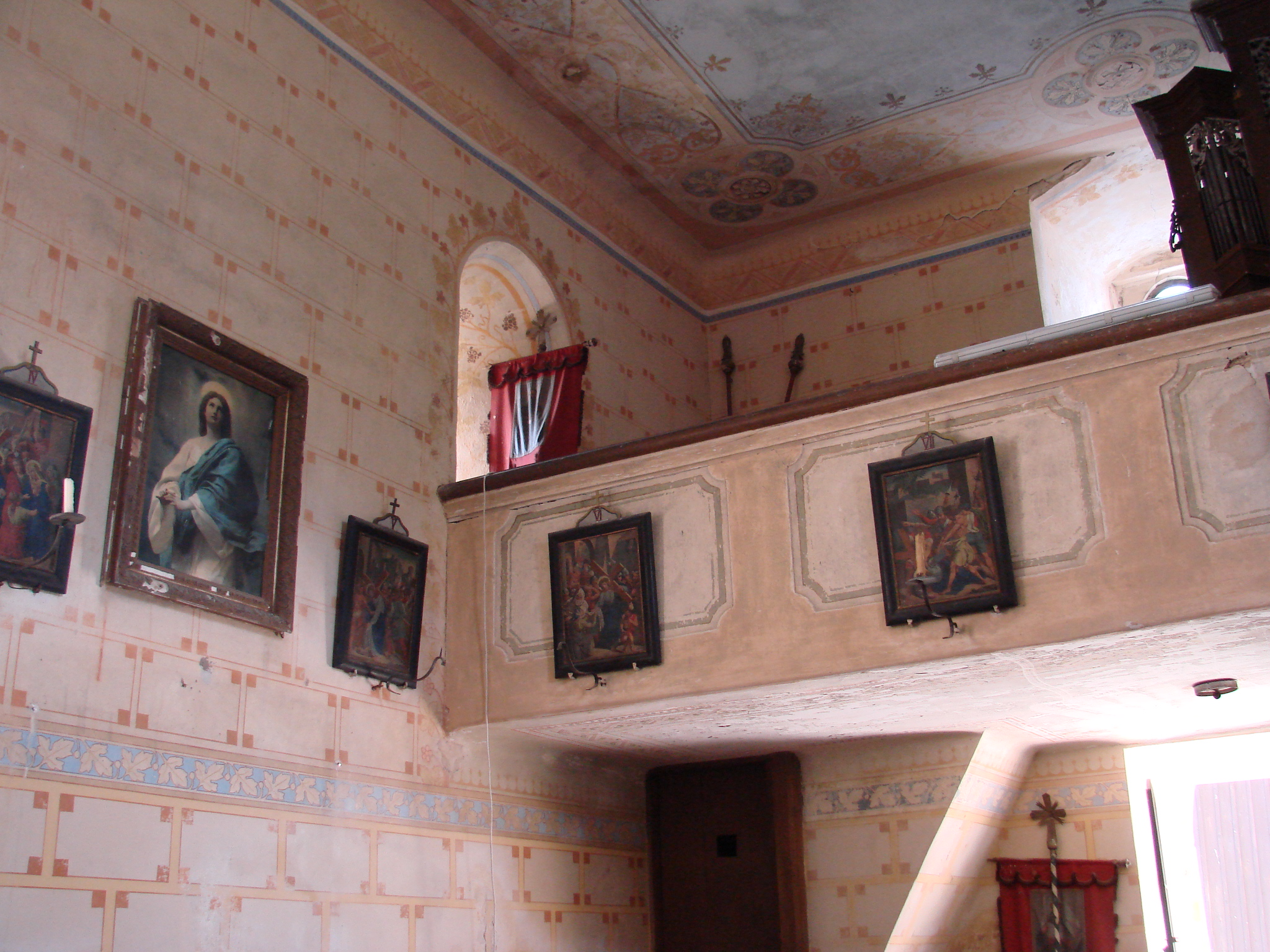
interiér kostela
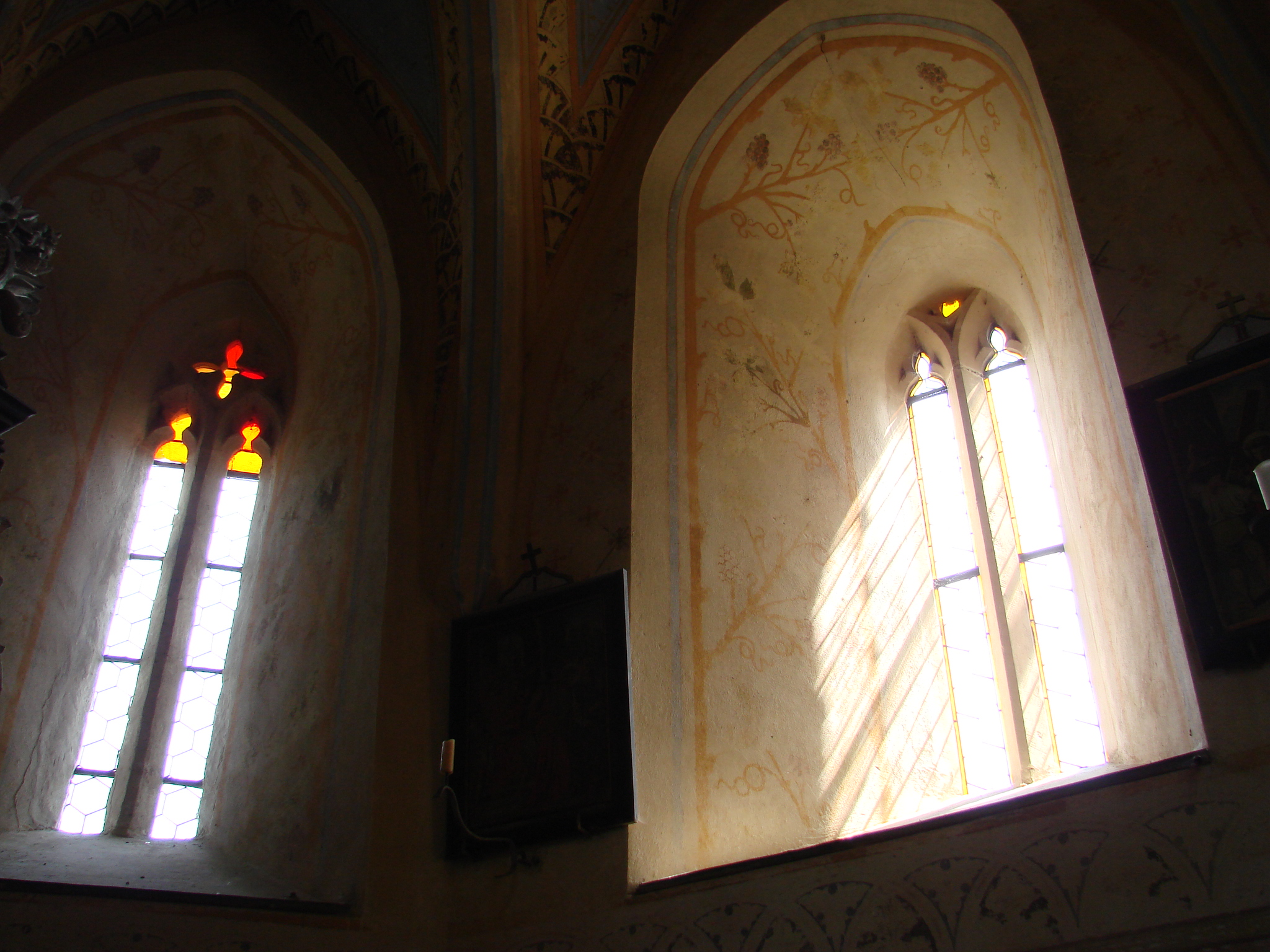
interiér
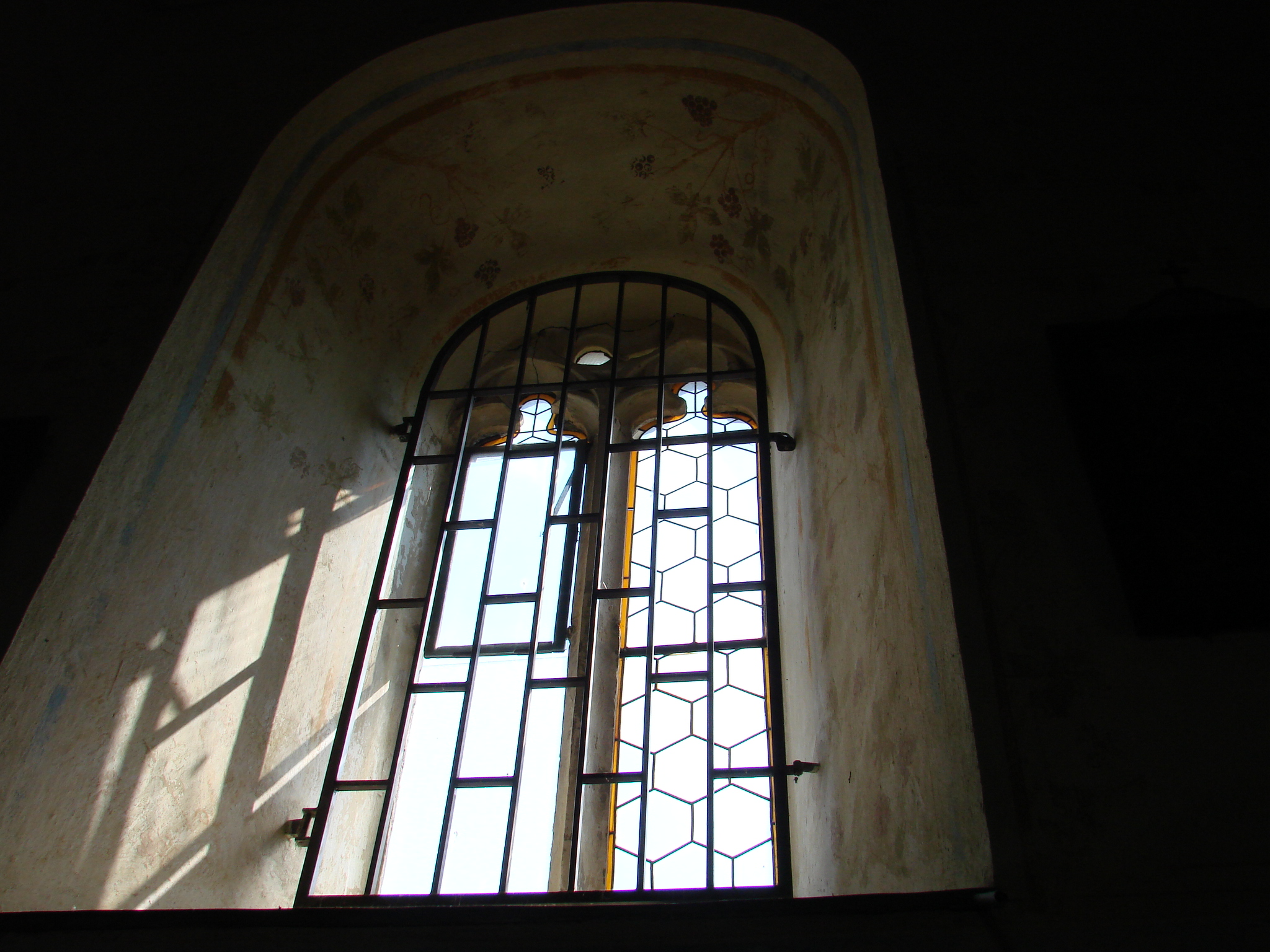
interiér
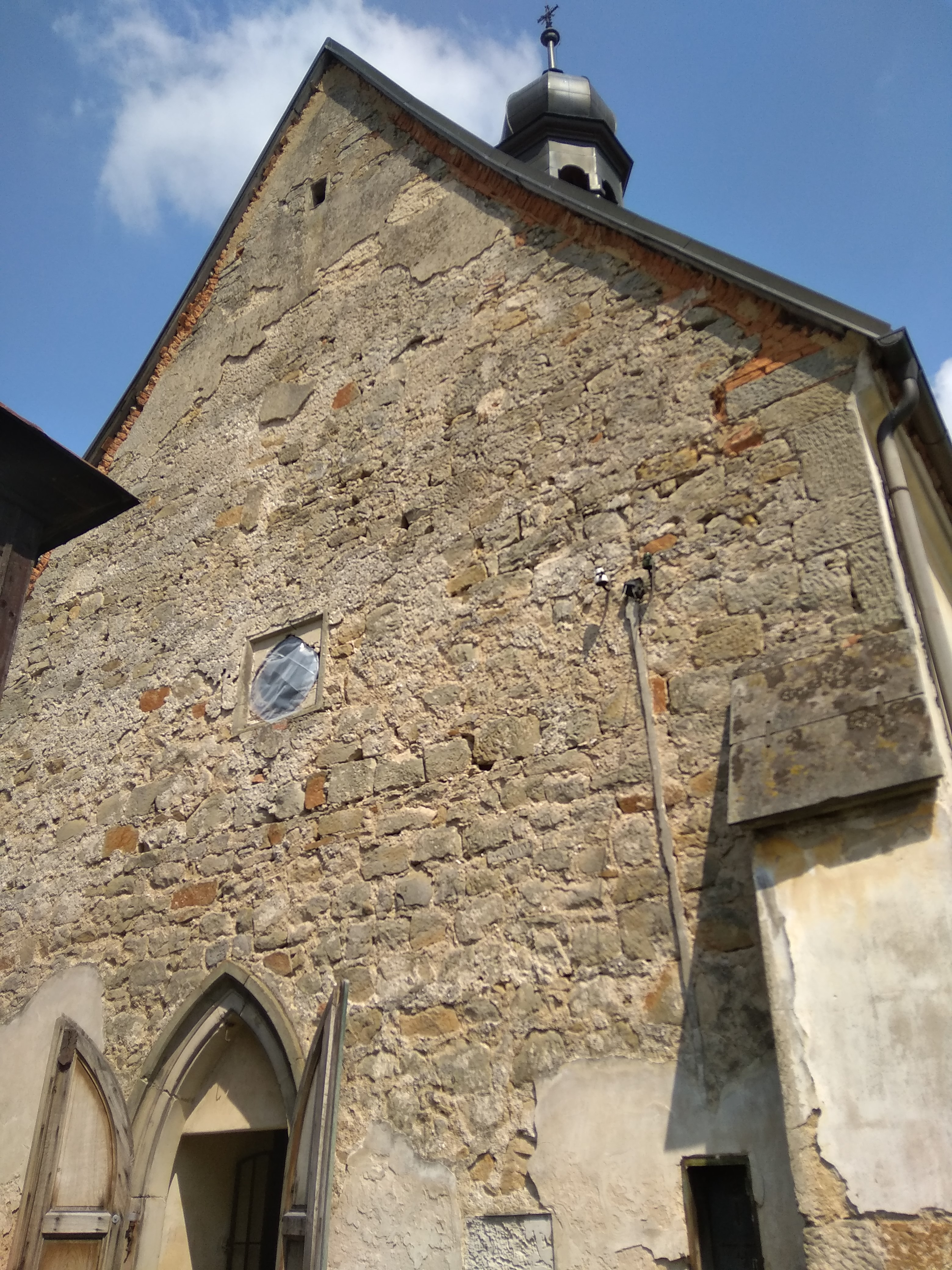
západní průčelí kostela
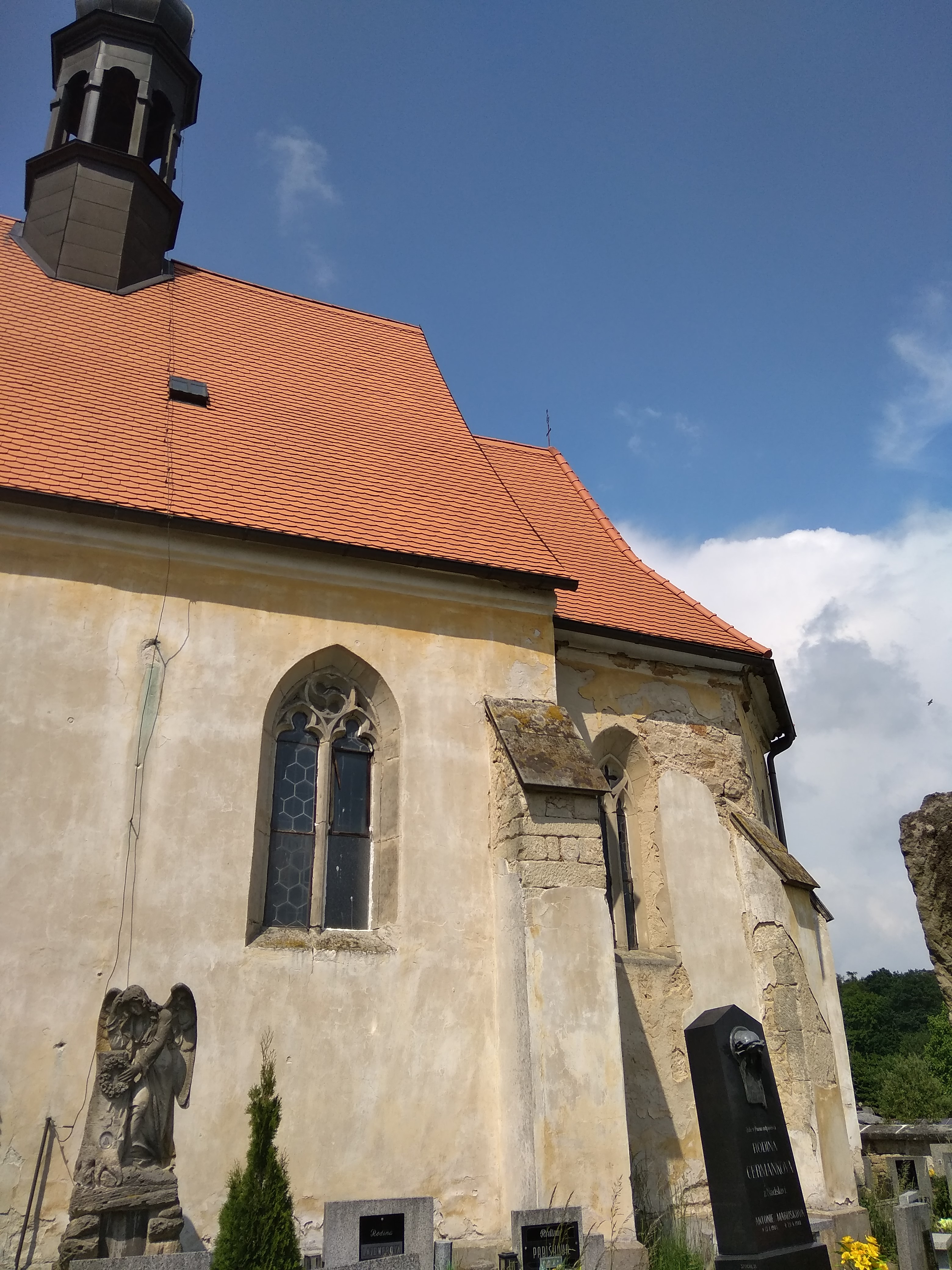
jižní strana (strana s původním vchodem)
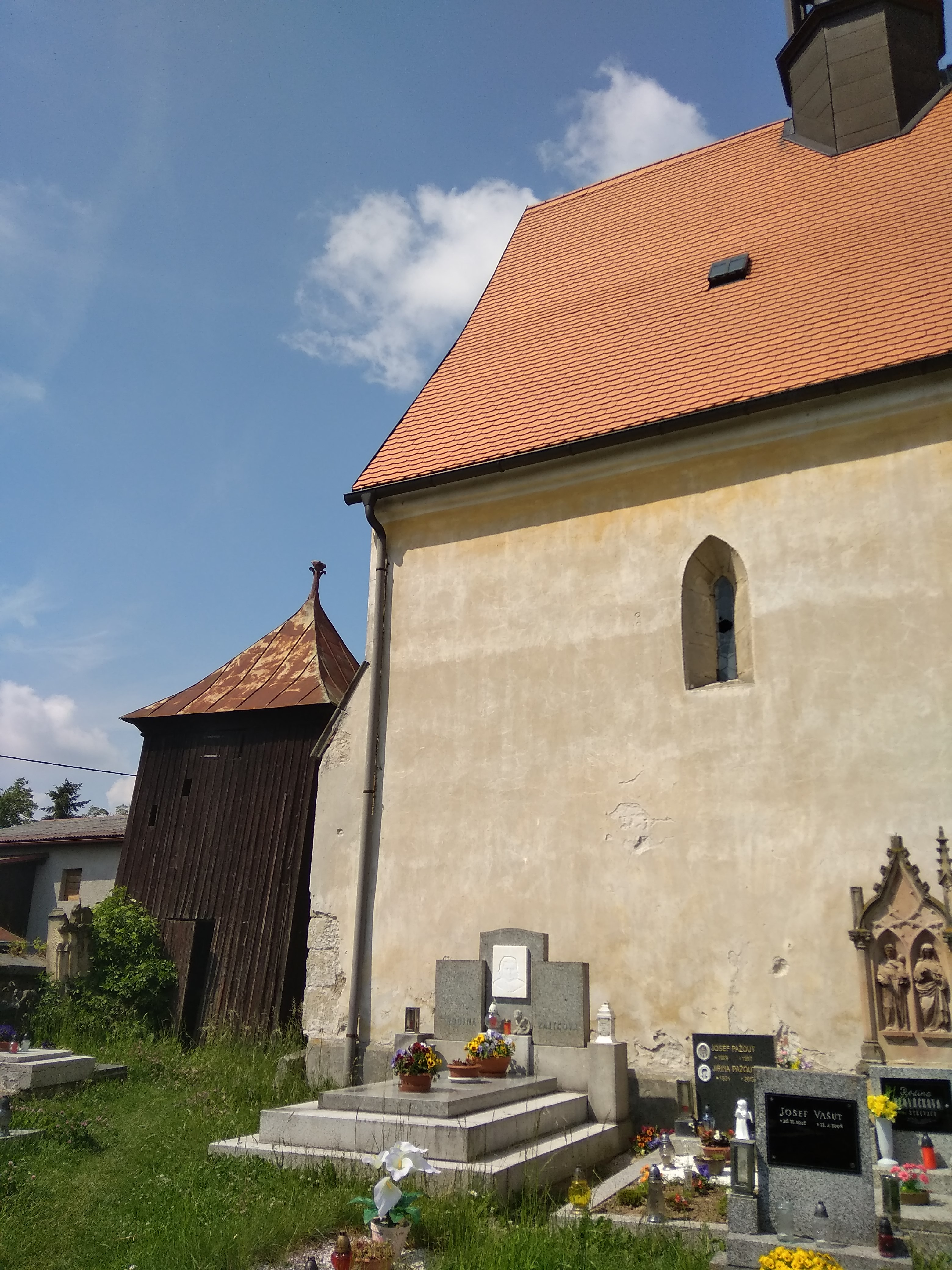
jižní strana (strana s původním vchodem)
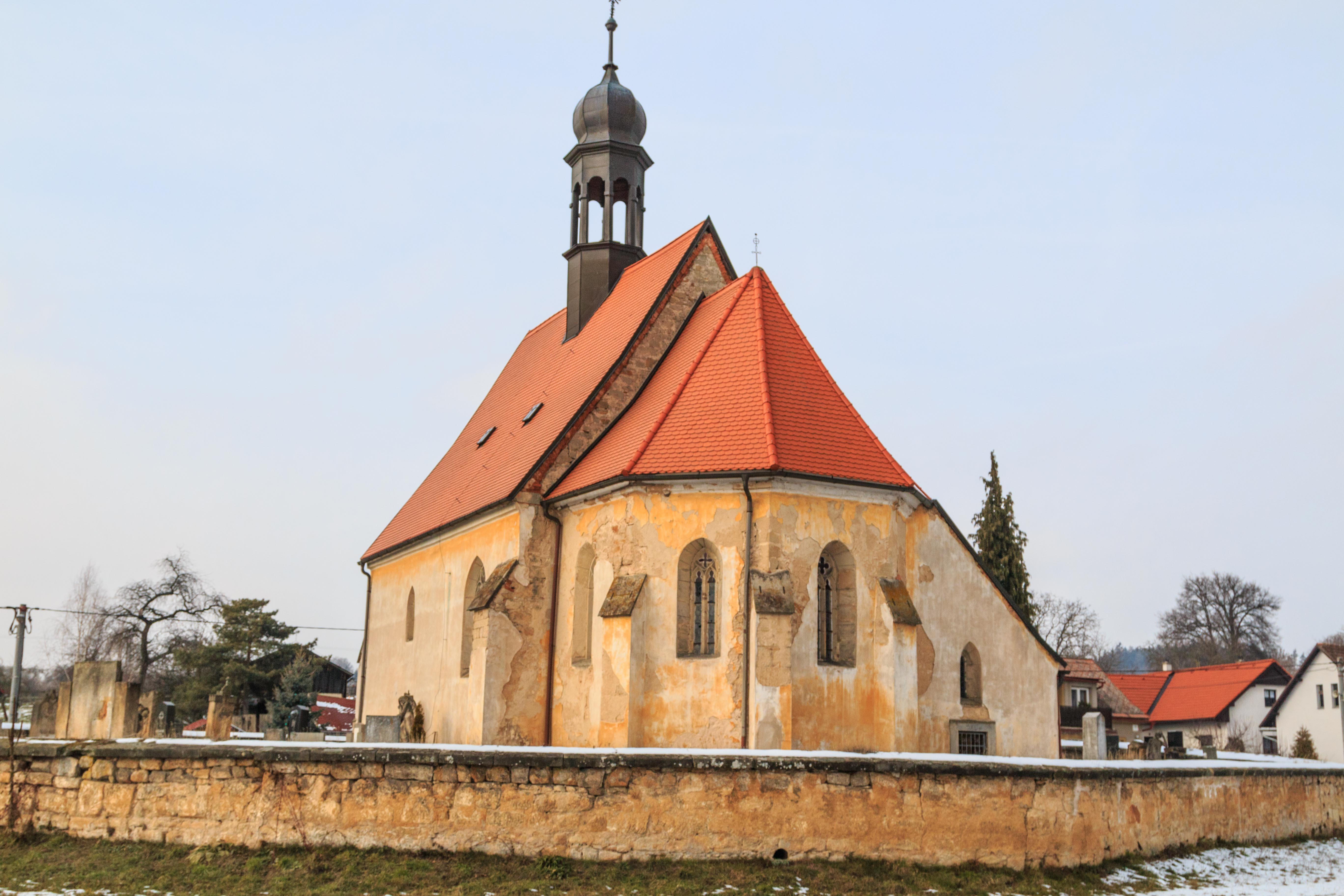
celkový pohled na Kostel svatého Prokopa v Nadslavi
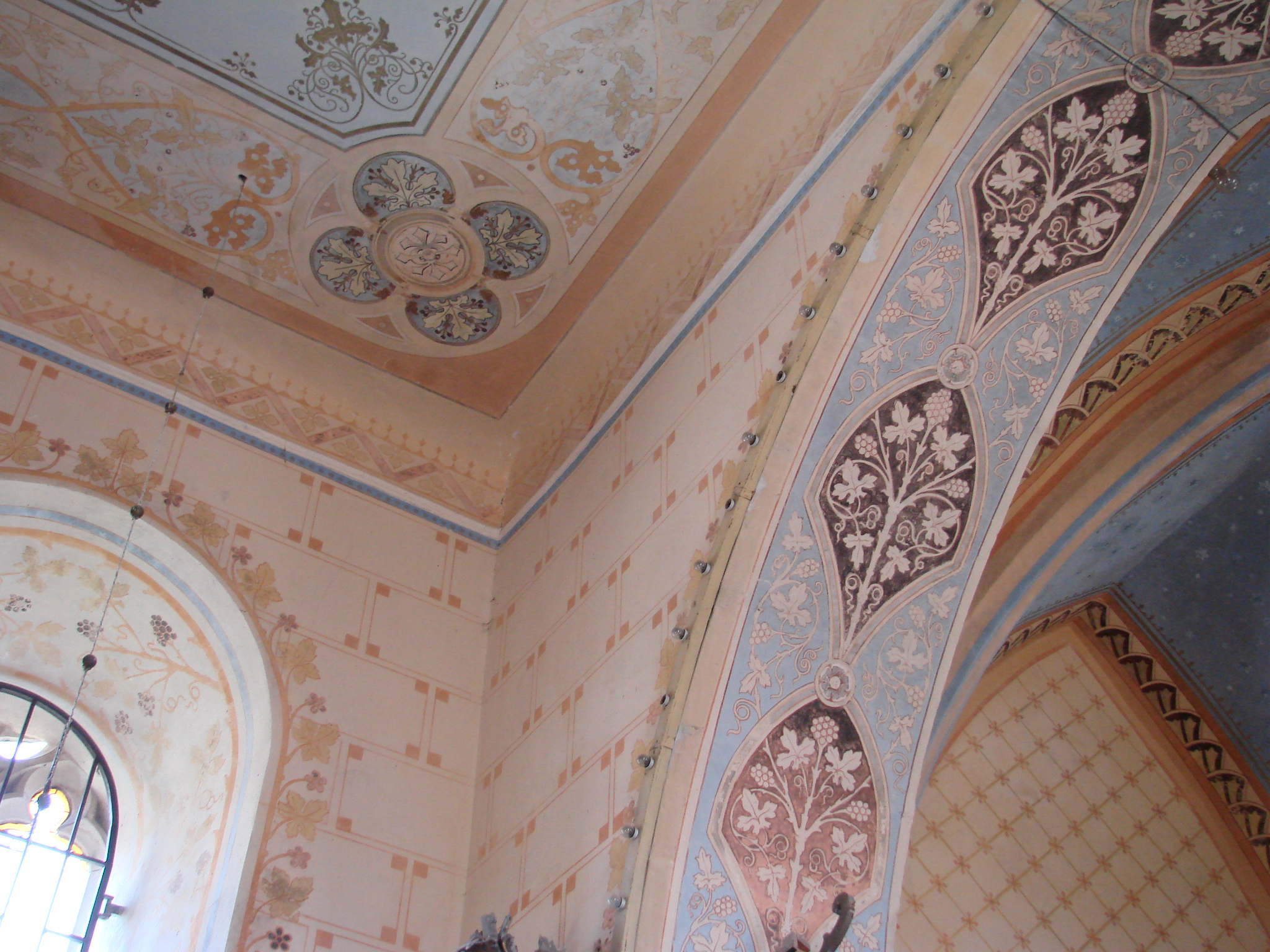
detail
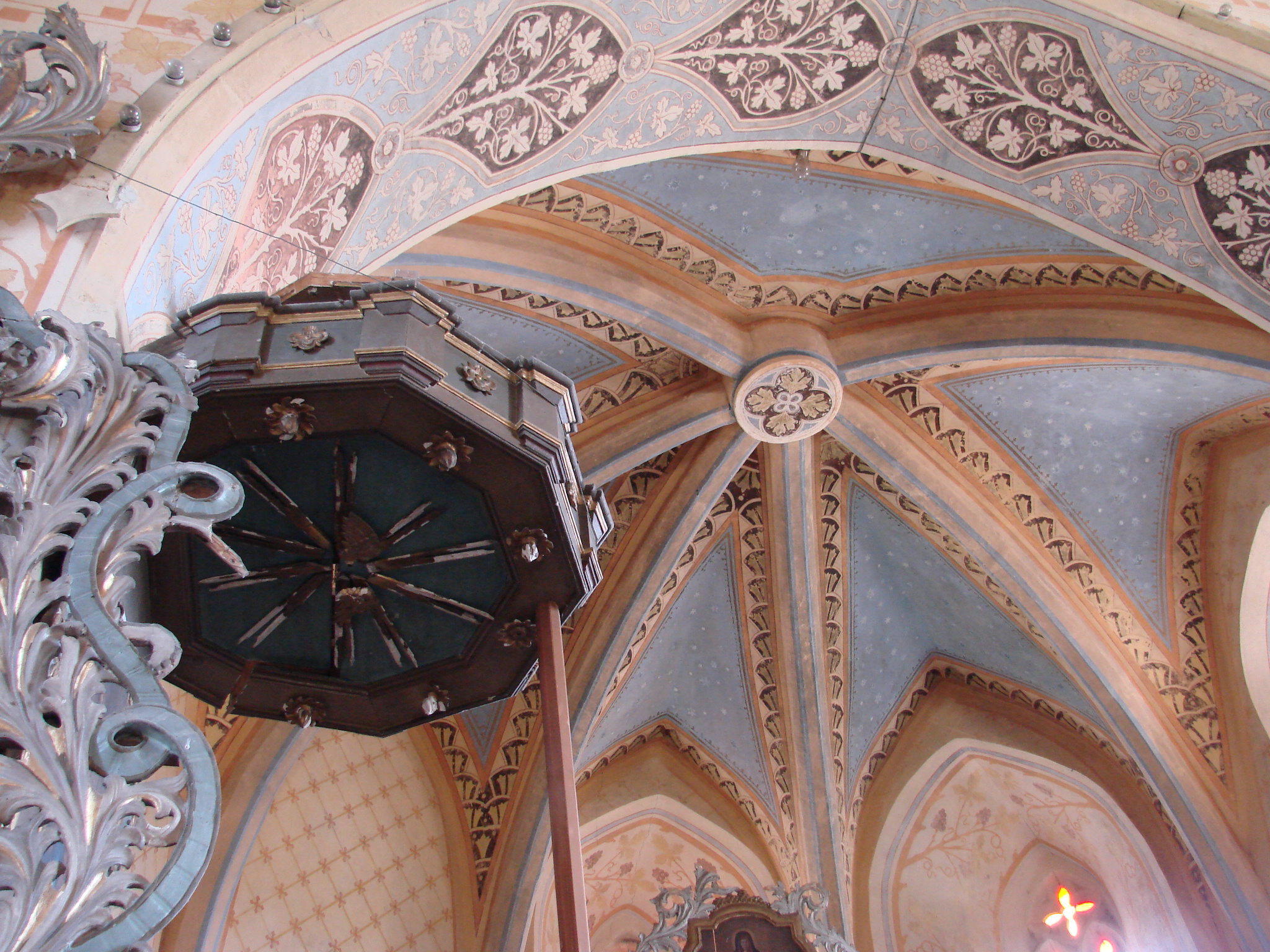
detail
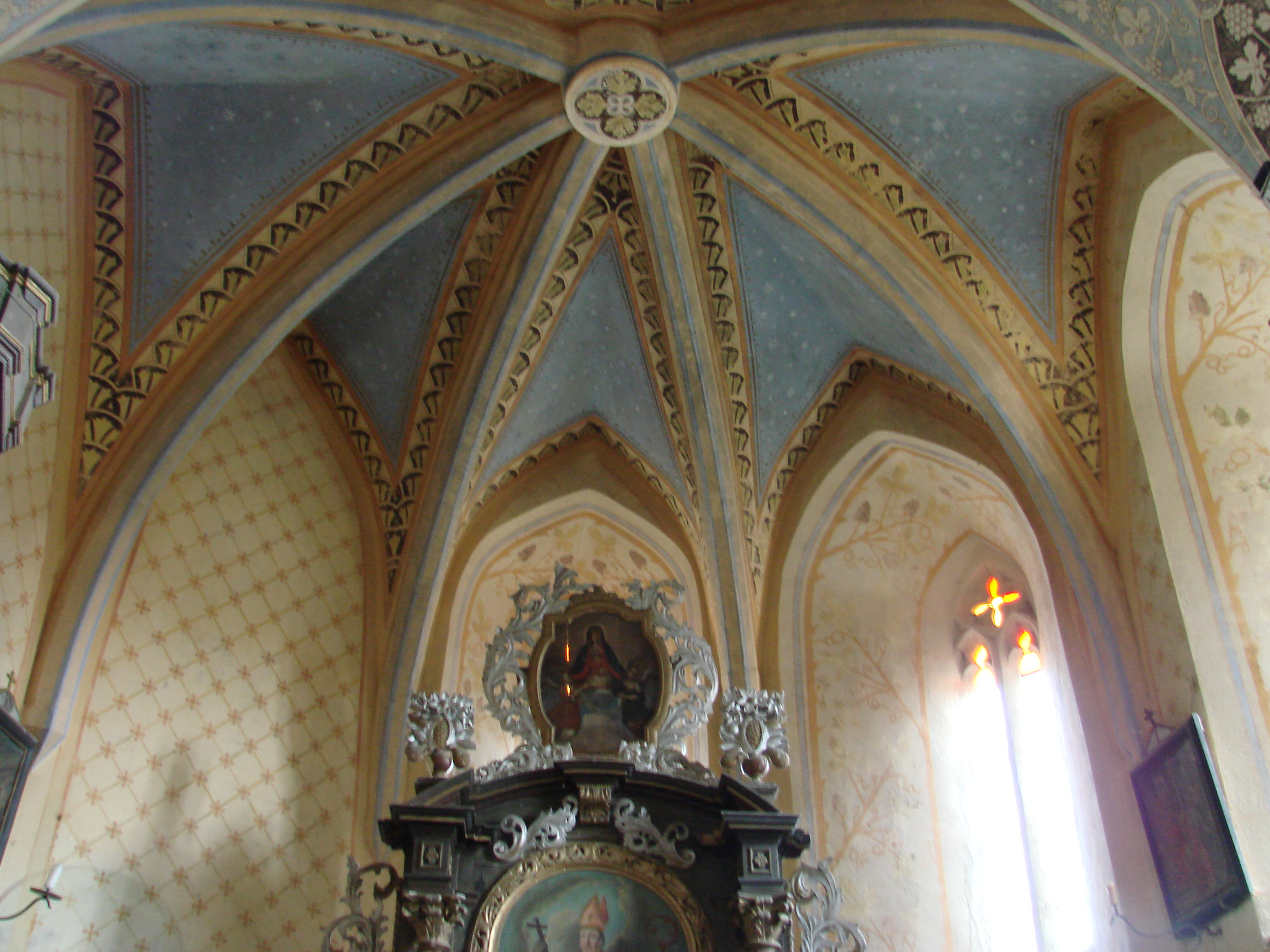
klenba v presbytáři